# Gare d'Odense
La gare d'Odense (en danois : Odense Banegård) est la principale gare ferroviaire de la ville d'Odense, la troisième ville du Danemark par le nombre d'habitants,.

## Situation ferroviaire
Établie à 13,1 mètres d'altitude, la gare d'Odense est située au point kilométrique (PK) 160,3 de la ligne de Copenhague à Fredericia, entre les gares de Langeskov et de Holmstrup. En plus, elle est le terminus nord de la ligne d'Odense à Svendborg.

## Service des voyageurs

### Intermodalité
La ligne est desservie par le tramway d'Odense depuis le 28 mai 2022.
Une gare routière située à proximité est desservie par FynBus.